# Modest Meerstein
Modest Meerstein OFM (? – 1675, latinsky Modestus Meerstein, německy též Modest Märstein nebo Mairstadt, Meerstadt) byl hudebník a hudební skladatel.
Narodil se někdy před rokem 1620. Údajně nejprve působil v řádu jezuitů. Plnou osobní aktivitu však rozvinul až po přestoupení k františkánům, u nichž své řeholní sliby složil v roce 1640 v Olomouci, městě spjatém s jeho řádovou i literární činností později. Zasloužil se především jako řádový hudebník. Tiskem vyšel jeho řádový zpěvník Hymni cum Antiphonis, Qui Secundum Ritum Sanctae Romanae Ecclesiae, & Seraphicae Religionis S. Francisci in publicis Processionibus cantari solent. Olomucii : Vitus Henricus Ettelius, 1666.
Nebyl však v řádu užíván dlouho, nahradil ho roku 1689 vytištěný zpěvník a soupis rituálů Hymnodia Franciscana, sestavený vlivným františkánem Bernardem Sannigem. Ten v předmluvě Meersteinovo dílo odsuzuje, neboť údajně „prýští mnohými chybami“, dále však uvádí, že původní dílo bylo vícero hudebně schopnými františkány opraveno a rozšířeno. Nakolik dílo Hymnodia Franciscana vychází ze staršího Meersteinova díla zatím nebylo prověřeno.
Několik Meersteinových skladeb se dochovalo v rukopisné podobě ve fondu dačické františkánské knihovny. V letech 1649–1651 působil Meerstein jako olomoucký kvardián. Přišel tehdy do města ještě okupovaného Švédy, kde nepobýval žádný františkán. Jejich konvent byl pustý a vyrabovaný a Meerstein jej po materiální a funkční stránce prakticky obnovil. Současně k těmto praktickým zásluhám začal psát kroniku olomouckého františkánského konventu. Zemřel 8. listopadu 1675 v Olomouci.